# Spaanse renaissance
De Spaanse renaissance is een periode in de 15e- en 16e-eeuwse Spaanse geschiedenis die haar naam ontleent aan de invloed die Spanje vanaf de 15e eeuw onderging van de renaissance die in Italië begon. Een van de bekendste kunstenaars uit deze periode was de schilder El Greco.
Tegen het einde van de 15e eeuw was er ook onder Spaanse kunstenaars en intellectuelen een nieuwe aandacht ontstaan voor de kunsten, wetenschappen en literatuur van de Grieks-Romeinse oudheid. Ook literair en filosofisch was de geest van vernieuwing onder invloed van de Italianen in Spanje begonnen. Zo anticipeerde Antonio de Nebrija (1444-1522) op Erasmus' werk en toonde aan dat de uitspraak van het antieke Grieks verschilde van de manier waarop het moderne Grieks werd uitgesproken. En Antonio Agostino, aartsbisschop van Tarragona (1517-1586), verrichtte belangrijk werk op gebied van het oude recht en de numismatiek. Ondanks dit veelbelovende begin zou de Spaanse renaissance door de contrareformatie in de knop worden gebroken.

## Historische achtergrond
De keuze voor 1492 als startpunt van de Spaanse renaissance werd ingegeven door volgende overwegingen:
- 1492 was het jaar van de unificatie van het christelijk koninkrijk door de bevrijding van Granada, dat op dat ogenblik het laatste bastion van de Moren was in Spanje.
- 1492 was uiteraard ook het jaar van de officiële ontdekking van Amerika op vrijdag 12 oktober.
- In 1492 werd de eerste grammatica in een Europese volkstaal gepubliceerd, met name de "Gramática de la lengua castellana" van Antonio de Nebrija ('de grammatica van de Castiliaanse taal', dus de officiële taal van Spanje).

De vroege renaissance in Spanje is nauw verbonden met de geschiedenis van de monarchie van Ferdinand en Isabella. Zij waren de eersten die braken met de traditie van het feodale tijdperk waarin vorsten vaak machteloos moesten toezien hoe de adel de macht naar zich toe trok. De katholieke vorsten streefden naar de eenwording van de staat terwijl ze de voornaamste adellijke families in een alliantie aan zich bonden. Een van deze families, de Mendoza's, trachtte zich bewust door de nieuwe stijl te onderscheiden en zich zo met het hof te laten associëren. Geleidelijk aan werd de nieuwe esthetiek ook geïntroduceerd in de rest van het hof en bij de geestelijkheid. Een aantal invloeden werden in de nieuwe stijl opgenomen zoals de eigen Iberische stijl, de kunst van de Nasriden van Granada, gotische portretkunst zoals de afbeelding van de Castiliaanse koningin en de Vlaamse schilderstijl in de officiële portretten van het hof. Deze assimilatie van elementen leidde tot een persoonlijke interpretatie van de renaissance-architectuur die bekend werd onder de naam Plateresco, een naam die verwees naar de rijke ornamenten. Kunstenaars werden uit Italië aangetrokken en leerlingen maakten voor het samenstellen van hun compositie gebruik van een aantal inspirerende architecturale ontwerpen, tekeningen, boeken, gravures, schilderijen en andere zaken om te kopiëren.

## Cultuur
Na de verovering van Granada werd Spanje één natie en werden de kronen van Castilië en Aragon verenigd. Joden en Moren werden verdreven en door de oprichting van de inquisitie werkte het katholicisme op gebied van persoonlijke vrijheden en culturele ontwikkeling stagnatie in de hand. In vergelijking met Italië was Spanje een conservatieve natie geworden waar het humanistisch gedachtegoed moeilijk wortel kon schieten. Toch kreeg de renaissancekunst invloed onder de vorm van een eigen Spaanse interpretatie van de renaissancebouwstijl met veel meer ornament dan de sobere klassieke stijl voorschreef. Die versieringen waren vooral van Arabische en Moorse oorsprong. De schilderkunst kreeg pas met Velázquez iemand die de uitstraling van een renaissancekunstenaar had. In de Spaanse literatuur geldt de roman Don Quichote als een monumentaal werk op de scheidingslijn van middeleeuwse en moderne literatuur, en plaatst Cervantes op één lijn met Rabelais, Ariosto en Shakespeare. Het Spaanse theater uit die periode volgde evenmin de canon van de pseudoklassieke smaak van het Italiaanse en Franse renaissancedrama. Grote namen als dramaturgen zijn Lope de Vega en Calderon.